# Wolf Hoffmann
Wolf Hoffmann (Maguncia, Alemania Occidental; 10 de diciembre de 1959) es un músico y compositor alemán conocido mayormente por ser el guitarrista líder y uno de los fundadores de la banda de heavy metal Accept. Cabe destacar que es el único músico que ha participado en las distintas alineaciones de la banda y en cada una de las producciones y desde 2019 es el único miembro fundador vigente en la agrupación. En paralelo a Accept, inició en 1997 su carrera como solista, que hasta entonces ha publicado dos álbumes de estudio orientados al rock instrumental y metal neoclásico.
Aparte de ser músico es un aficionado por la fotografía, pasatiempo que inició en los años 1980 mientras estaba de gira con Accept y que tomó en serio como carrera profesional luego de la separación de la agrupación en 1997. Cabe señalar que la fotografía de la portada del álbum Objection Overruled de 1993 fue tomada por él.

## Carrera
Nació en Maguncia en la aquel entonces Alemania Occidental, sin embargo, gran parte de su infancia la vivió en Wuppertal. En 1976 y con solo diecisiete años fue uno de los fundadores de la banda de heavy metal Accept, de la cual ha sido el guitarrista líder y uno de sus compositores principales. Cabe señalar que es el único miembro que ha participado en las distintas alineaciones de la banda y por ende, en cada uno de los álbumes de estudio y en vivo. Cuando la banda se separó por segunda vez en 1997, en septiembre del mismo año publicó su primer álbum como solista titulado Classical, un trabajo instrumental que incluyó versiones de rock de importantes piezas de la música clásica.
En 1999, junto con Sebastian Bach escribió el tema «Rock 'N' Roll», que se publicó como la pista inicial del disco Bring 'Em Bach Alive! del cantante estadounidense. Al año siguiente colaboró en el disco tributo a Randy Rhoads, Randy Rhoads Tribute, en el que interpretó la guitarra en las canciones «I Don't Know», con la voz de Sebastian Bach, y «Diary of a Madman» con Joe Lynn Turner. De igual manera, en 2007 participó como invitado especial en el álbum Peace Breaker de la banda Skew Siskin. En 2016, lanzó su segundo disco como solista Headbangers Symphony, producción similar a Classical pero más orientado hacia el metal neoclásico.

## Vida privada
Wolf Hoffmann está casado con la mánager del grupo, Gaby Hauke, conocida como la principal colaboradora en la composición de las canciones de la banda. En una entrevista realizada por Music Interview Corner, Hoffmann comentó sobre su trabajo como mánager: «Bueno, mi esposa y nuestra mánager, Gaby (conocida mayormente por su seudónimo Deaffy), es la responsable de muchas de las letras y de las portadas de los discos; una gran cantidad de ideas. Todo alrededor de la banda, en realidad, de una manera u otra se remonta a sus ideas. Ella es realmente la fuerza invisible y silenciosa detrás de la banda».
Wolf Hoffmann, guitarrista y líder de Accept, y la violinista Ava-Rebekah Rahman se casaron el pasado 4 de septiembre . Fue un enlace especial, puesto que se trató de una ceremonia tántrica bengalí.
Ava y él también han comenzado un proyecto musical juntos, cuyo primer fruto desvelan en un clip que ya han estrenado. Se trata de un fragmento de una ‘Danza Árabe – Miserlou’ (Arabian Dance – Miserlou) que han creado juntos. Por el momento este nuevo proyecto lo han denominado simplemente Wolf & Ava.
Aparte de músico es un aficionado por la fotografía, pasatiempo que inició en los años 1980 mientras estaba de gira con Accept y que tomó en serio como carrera profesional luego de la separación de la agrupación en 1997. Actualmente vive en Nashville, Tennessee, y también posee una residencia en Berlín.

## Instrumentos
En una entrevista a los lectores de Guitar World, Hoffmann mencionó que posee entre 10 a 15 guitarras, ya que en sus propias palabras él no es un coleccionista. Su principal guitarra es una Gibson Flying V que usó durante los ochenta, pero que en los últimos años ha dejado de lado. Para la grabación de los álbumes usa una Hammer Strat, que comenzó a emplear en los noventa, y prefiere más las Fender Stratocaster por sobre las Flying V en los estudios. Según él: «Para mí, la Flying V son guitarras para conciertos en vivo, porque no es muy cómodo para estar sentado y tocar». A lo largo de su carrera ha utilizado varios modelos de Gibson como la Flying V y la ES 335, mientras que la Stratocaster de 1962 es su preferida de la marca Fender.
En los noventa firmó un importante contrato con la compañía estadounidense Hamer Guitars, con la cual ha empleado los modelos Custom Flying V, Archtop, Archtop Custom, Duo Tone Sunburst y la Strat, generalmente para las grabaciones de los distintos álbumes de estudio. Con el regreso de Accept en los años 2010, ha usado diversas guitarras de la empresa Jackson y de la alemana Framus, quienes en 2014 fabricaron una especial para él basándose en su clásica Gibson Flying V de los ochenta. En cuanto a los amplificadores, ha usado de distintas marcas como Marshall, Randall Amplifiers, EVH y Wizard, aunque en los últimos años su preferido en los estudios son los de la fábrica Kemper Profiling Amplifier.

## Discografía
| Accept - Anexo:Discografía de Accept Como solista - 1997: Classical - 2016: Headbangers Symphony | Colaboraciones - 1999: Sebastian Bach - Bring 'Em Bach Alive! - 2000: Varios - Randy Rhoads Tribute - 2007: Skew Siskin - Peace Breaker |